# Słodkowscy herbu Gnieszawa
Słodkowscy herbu Gnieszawa – polska rodzina szlachecka, późnego wzmiankowania. Wymieniani w Księstwie siewierskim w XVII wieku. Heroldia Polska wzmiankuje zaś Słodkowskich dopiero w 1786 roku.
Wywodzą się podobno z gniazda Słodkowo w kijowskim, gdzie wzmiankowano ich jeden raz roku 1700.
Nazwisko rodowe Słodkowski legitymowało się Herbami: Herb Gnieszawa, Herb Jastrzębiec

## Etymologia
Gnieszawa - od imion złożonych na ‘Gnie-, typu Gniewomir, Gniewisław.
Gnieszawa-Słodkowski - Gnieszawa od imion złożonych na ‘Gnie-, typu Gniewomir, Gniewisław; Słodkowski od słodzić, słód ‘skiełkowane ziarno zbóż, surowiec w piwowarstwie’, słodki.